# HFC Haarlem
Haarlemsche Football Club Haarlem was een Nederlandse voetbalclub. De club werd oorspronkelijk opgericht op 1 oktober 1889 en speelde in blauwe shirts, rode broeken en blauwe kousen. Thuiswedstrijden werden in het Haarlemstadion gespeeld. Haarlem stond van oudsher bekend om zijn jeugdopleiding en scouting.
Vanaf de eerste jaren van de 20e eeuw was HFC Haarlem succesvol. In 1902 en in 1912 werd de KNVB beker gewonnen. Maar het grootste succes vond plaats in 1946, toen won de club, mede dankzij de legendarische Kick Smit, het landskampioenschap.
Haarlem beschikte in de 21e eeuw steeds over weinig geld en een beroep op gemeenschapsgeld bleef uit. Vanaf november 2009 dreigde een faillissement, dat twee maanden later werkelijkheid werd. Dit betekende dat de club na 120 jaar ophield als profclub. In maart 2010 werd onder de naam "Nieuw HFC Haarlem" een amateurvereniging opgericht, met als doel om vanaf het seizoen 2010/2011 in het amateurvoetbal uit te komen. Op 26 april 2010 werd bekend dat de vereniging na een fusie met HFC Kennemerland verder zou gaan als Haarlem-Kennemerland.

## Geschiedenis in het betaald voetbal

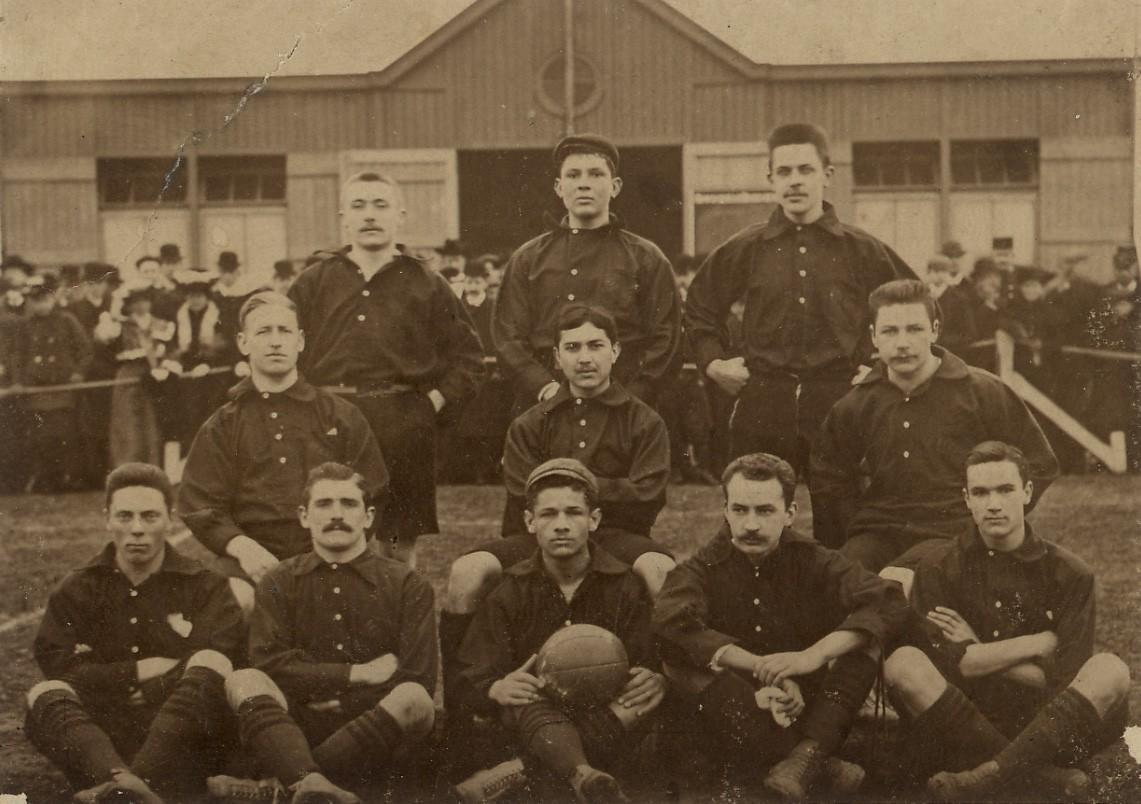
HFC Haarlem in 1904 aan het Soendaplein

HFC Haarlem werd opgericht op 1 oktober 1889, vermoedelijk door Piet Charbon die Haarlems eerste captain en voorzitter was. HFC Haarlem speelde haar eerste wedstrijd op 20 oktober 1889 tegen Adsp-Excelsior (2-0 winst). Jaap Eden was ook korte tijd lid van HFC Haarlem.
In 1954 trad HFC Haarlem toe tot het betaald voetbal. Het eerste seizoen stond in het teken van verdeling. Aan het einde van het eerste jaar betaald voetbal spelen HFC Haarlem en NOAD uit Tilburg een tweetal barragewedstrijden om een plaats in de eredivisie. HFC Haarlem verliest en komt het jaar erop uit in de eerste divisie. In de jaren daarna werd vooral in de tweede divisie en eerste divisie gespeeld, tot aan de promotie naar de eredivisie in het seizoen 1968-1969. Toen volgde een periode van 21 jaar (1969- 1990) waarin, met uitzondering van drie jaar (1971-1972, 1975-1976 en 1980-1981), vrijwel constant in de eredivisie gespeeld werd. Barry Hughes was maar liefst bijna 10 jaar trainer van Haarlem (oktober 1967-juni 1970 en juli 1973-juni 1980).

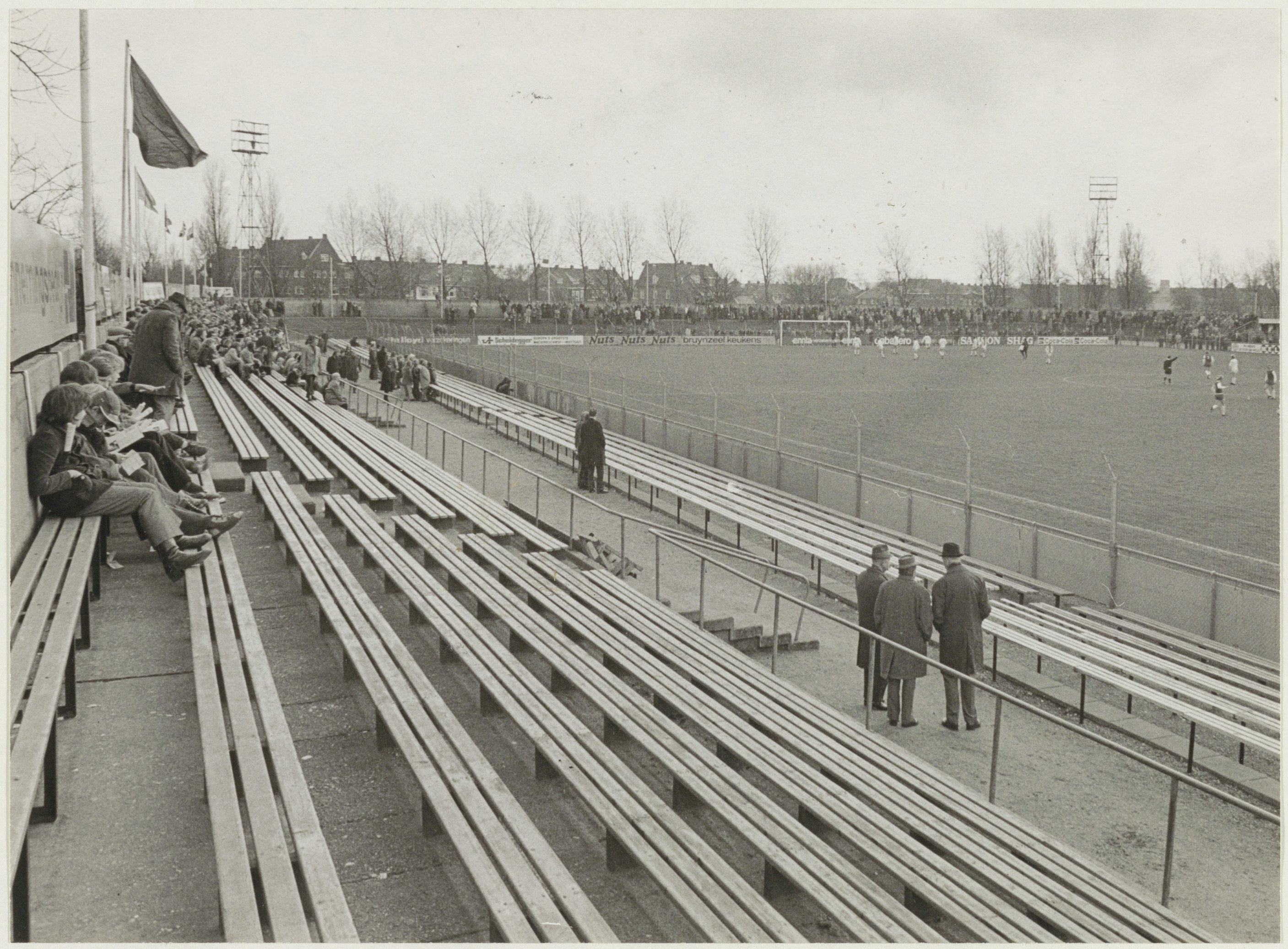
Haarlem - M.V.V. (3-2) tijdens het voetbalseizoen 1972-1973, 11 maart 1973.

In het seizoen Eerste divisie 1980/81 werd HFC Haarlem kampioen van de eerste divisie.
In seizoen 1981/82 werd, met de jonge Ruud Gullit (1979-1982) in de gelederen, zelfs via een vierde plek in de eredivisie Europees voetbal behaald. Ook Edward Metgod, Hans Kraay jr., Chris Verkaik, Alwin Leysner, Martin Haar, Wim Balm, Luc Nijholt, Abe van den Ban, Joop Böckling, Piet Keur, en iets later Peter van der Waart maakten deel uit van dit team. De eerste ronde in het Europa Cup III-toernooi in het seizoen 1982-1983 versloeg Haarlem het Belgische KAA Gent. In de tweede ronde werd Haarlem uitgeschakeld door Spartak Moskou. Tijdens de uitwedstrijd in het Olympisch Stadion Loezjniki in Moskou vond de Loezjnikiramp plaats. Hierbij kwamen officieel 66 mensen om het leven, maar toeschouwers van de wedstrijd hebben het echter over veel grotere aantallen slachtoffers. In het seizoen 1983/84 eindigde HFC Haarlem wederom op de vierde plek in de eredivisie, echter gaf dat dit seizoen geen recht op Europees voetbal. 
Haarlem bereikte dat seizoen ook de finale van het zaalvoetbaltoernooi in Sporthallen Zuid in Amsterdam. De finale werd met 6-3 gewonnen van Ajax. Piet Keur werd topscorer van het toernooi 
Vanaf het seizoen 1984/85 ging het met Haarlem bergafwaarts, tot en met seizoen 1988/89 eindigde Haarlem steeds tussen plaats 9 en plaats 12 van de 18 eredivisieclubs.
In het seizoen 1989/90 degradeerde HFC Haarlem naar de eerste divisie. De weinig overgebleven getrouwen moesten tot het seizoen 1995-1996 wachten op enig succes. Haarlem doet dat jaar eindelijk goed mee in de laatste periode en heeft op 6 april 1996 dan ook helemaal niets aan een gelijk spel in een thuiswedstrijd tegen EVV Eindhoven. In de slotfase van het duel wordt keeper Mark Verzijlberg door trainer Ben Hendriks mee naar voren gestuurd. Verzijlberg jaagt de bal met een draai om z'n lengte-as in de kruising achter doelman Albert van der Sleen. Het winnende doelpunt gaat via CNN de hele wereld over.
In het seizoen 2002/03 werd Leo van Veen, die 5 jaar onder contract stond bij Ajax van half 2000 tot 2005, door Ajax aan Haarlem uitgeleend als trainer. Haarlem had in die tijd een samenwerkingsverband met Ajax, en was satellietclub van Ajax.
In het seizoen 2004-2005 lijkt HFC Haarlem heel even weer springlevend. De club is aan de hand van Roy Wesseling een andere weg ingeslagen. "Voetballen naar eigen mogelijkheden" noemt Wesseling de stijl waarin HFC Haarlem de tegenstanders aanvankelijk op de knieën krijgt. Op 1 oktober, als HFC Haarlem de 115e verjaardag viert, wordt de latere kampioen Heracles Almelo in eigen huis met 4-0 verslagen. Haarlem komt dat seizoen echter niet verder dan een 13e plek. 

In het seizoen 2005-2006 is alles anders bij HFC Haarlem. Een ruime hand vol nieuwe spelers en een hele nieuwe trainersstaf baren opzien door in de eerste wedstrijd van het seizoen het net gedegradeerde en favoriete de Graafschap op een 3-0 nederlaag te trakteren. Na 14 speelronden staat HFC Haarlem een 19e plaats. De wederopstanding is dan ook opmerkelijk te noemen. HFC Haarlem grijpt naast de 3e periode waar een overwinning op TOP in het begin van de periode voldoende was geweest. De 4e periode gaat aan de neus van de Haarlemmers voorbij op doelsaldo. Op 17 februari 2006 is het na 25 jaar eindelijk weer eens raak voor HFC Haarlem. In Sittard wordt het voor het oog van een kleine 500 Haarlemsupporters 0-3 en pakt HFC Haarlem de 5e periode. Op 10 maart 2006 maakt Helmond Sport een eind aan de record reeks van 16 ongeslagen competitie wedstrijden op rij voor HFC Haarlem. 
Helmond Sport pakt met 0-1 de winst in Haarlem. Op dinsdag 11 april 2006 komt HFC Haarlem voor de play-offs uit in en tegen FC Zwolle (1-1). Op vrijdag 15 april ontvangt HFC Haarlem FC Zwolle in eigen huis, bij rust stond het nog 1-0 voor de thuisploeg na een doelpunt van Caïro, maar FC Zwolle toonde veerkracht en won de wedstrijd alsnog met 1-3.
Op 25 september 2007 boekte HFC Haarlem een overwinning in het KNVB bekertoernooi tegen Willem II. De stand was na 120 minuten 1-1 dus er moesten strafschoppen genomen worden. Haarlem won de strafschoppenreeks met 4-3 en dus ging Haarlem naar de derde ronde ten koste van Willem II. De rondes daarop werden ook in Noord-Brabant gespeeld tegen respectievelijk FC Eindhoven en RKC. FC Eindhoven werd in de verlenging verslagen met 1-3. RKC werd in de 1/8 finales na penalty's verslagen. In februari wordt de kwartfinale gespeeld tegen Heracles Almelo. HFC Haarlem kon hier voor een stunt zorgen, om na 20 jaar weer in de halve finales te komen, maar de ploeg verloor met 5-1.

### Faillissement
In november 2009 maakte de club middels een persverklaring van de ledenraad bekend, dat men per 1 december failliet dreigde te gaan, tenzij men binnen enkele weken een bedrag van 3 à 6 ton binnenhaalde. De club had, naast een schuld van 1 miljoen euro, een vordering van de fiscus van 2 ton. Zowel de gemeente Haarlem als Ajax, waarmee HFC Haarlem een samenwerkingsverband heeft, weigerden voor de tekorten op te draaien. 
Op 11 januari 2010 vroeg de club uitstel van betaling aan. Op 25 januari 2010 werd bekend dat de bewindvoerder het faillissement had aangevraagd voor HFC Haarlem; kort daarop werd het faillissement uitgesproken en enkele dagen later werd de club uit de competitie gehaald. Ongeveer 200 supporters namen op 31 januari afscheid van de club door het houden van één minuut stilte, het zingen van liederen en het afsteken van fakkels. De laatst gespeelde wedstrijd van het oude HFC Haarlem was een uitwedstrijd tegen Excelsior Rotterdam. Op 28 januari 2010 verloor HFC Haarlem met 3-0. De club stond op dat moment op de laatste plaats in de Eerste Divisie. HFC Haarlem ging niet in beroep tegen de uitspraak tot faillissement, waarna de KNVB de club uit de competitie haalde. De jeugdteams van HFC Haarlem maakten wel het seizoen af tot 1 mei 2010 waarna de organisatie definitief ontmanteld werd.

### Nieuwe Haarlemse Footballclub Haarlem en fusie
Op 22 maart 2010 werd de nieuwe amateurvoetbalvereniging "Nieuwe Haarlemse Footballclub Haarlem" opgericht, waarvan het de bedoeling was dat die in het seizoen 2010-2011 zou uitkomen in het amateurvoetbal. Deze club kon worden beschouwd als een voortzetting van HFC Haarlem, aangezien het plan was dat de vereniging per 1 mei 2010 de inventaris en de merknaam voor een bedrag van 22.500 euro zou overnemen van de failliete club.
De leden van Nieuw HFC Haarlem stemden echter eind maart in met het starten van fusiebesprekingen met HFC Kennemerland dat in de tweede klasse van het amateurvoetbal speelde. Op 26 april 2010 werd door de leden van beide verenigingen besloten om inderdaad te fuseren onder de naam Haarlem-Kennemerland. Thuisbasis van de nieuwe vereniging werd het Haarlemstadion.

## Bijnamen
"Klein Haarlem", zo werd HFC Haarlem aangeduid in het Haarlemse. Immers, in Haarlem speelde een eersteklasseclub met de naam HFC. Dat HFC (Koninklijke HFC, opgericht in 1879) droeg dan ook de naam "groot Haarlem". Tot 1897 sprak men dus over klein en groot Haarlem. Totdat een 5-0-overwinning van "klein Haarlem" op "groot Haarlem" het klassenverschil omdraaide. "Klein Haarlem" promoveerde naar de eerste klasse en zou twee seizoenen later in de eerste klasse derby (4-12-1898) het eens "groot Haarlem" wederom verslaan, met ditmaal 3-1.
De Roodbroeken is inmiddels sinds jaar en dag de bijnaam van HFC Haarlem. Toch waren er in de beginjaren geen rode broeken te bekennen bij de spelers. Tot op een dag twee spelers van "klein Haarlem" een rode broek in een etalage zagen hangen. De daarop volgende wedstrijd kwamen de beide heren in niet enkel een blauwe trui, maar ook met een rode broek het speelveld op. We hebben het dan over de jaren 90, Haarlem is dan tweedeklasser. Vanaf dat moment wordt de uitdrukking "klein Haarlem" steeds minder gebruikt en spreekt men voortaan over de Roodbroeken.
In de jaren 70 was "de rood blauwe leeuwen" een nieuwe bijnaam voor de club. Deze bijnaam werd en wordt nog steeds gebruikt als het over HFC Haarlem gaat.

## Accommodaties
|  |
|  |
|  |

De eerste 17 jaar van het bestaan van de HFC Haarlem was er nimmer vastigheid over speelterrein. De eerste 3 jaar worden de tegels aan de Parklaan gebruikt als achterlijn en is er nauwelijks sprake van een veld. De zandvlakte achter de Hooimarkt, waar nu een school staat, wordt verlaten onder druk van omwonenden die de gebroken ruiten zat zijn.
In 1893 verhuist HFC Haarlem naar het voorterrein van de Ripperda Kazerne. Ook worden er wedstrijden gespeeld op het terrein naast Huis ter Speyt (tegenover de Ripperda Kazerne).
Korte tijd werd er ook gespeeld nabij het Oude Posthuis te Heemstede. Echter onenigheid met de boer dwong Haarlem in 1895-1896 terug naar het terrein voor de Ripperda Kazerne.
In het seizoen 1896-1897 gebruikt Haarlem de velden van H.F.C. En zo speelde Haarlem een jaar aan de Molenwerf.
Het "Moordhol" ter hoogte van waar de Generaal Cronjéstraat begint, is de drie daar op volgende jaren het thuisterrein van HFC Haarlem. Voor toeschouwers was nauwelijks ruimte. De minimale maat van een veld van 45 meter was bijna gelijk ook het maximale voor HFC Haarlem. De bijnaam "het moordhol aan de Schoterweg" had het terrein te danken aan de vele overwinningen die HFC Haarlem hier boekte.
In 1900 moet Haarlem het weer een jaar doen aan de Molenwerf (terrein H.F.C.).
In de seizoenen 1901-1902 en 1902-1903 gaat Haarlem aan de Doodweg spelen. Het terrein achter het de Begraafplaats Kleverlaan gelegen aan de Kleverlaan, wordt gehuurd van een boer die graszoden verkoopt. Niet zelden komt het dan ook voor dat er stukken veld verkocht worden waar Haarlem haar wedstrijden op zou spelen. De huur werd opgezegd nadat boer Nelis op een zekere dag ruim één derde deel van het speelveld tot zoden heeft verwerkt.
In 1903 verhuist Haarlem naar de andere kant van de begraafplaats naar het Soendaplein. Op het niet al te fraaie terrein is voor het eerst sprake van stadionbouw. Hoewel zeer primitief is er voor de donateurs en leden een lange zijde gereserveerd . De tribune bestond slechts uit één rij zitplanken en dan nog niet eens over de hele lengte van het veld.

### Stadion aan de Jan Gijzenkade
Op 20 oktober 1907 neemt Haarlem het terrein aan de Jan Gijzenkade in gebruik.
In juli 1944 verbieden de bezetters iedere vorm van ontspanning en moet ook het stadion van HFC Haarlem daaraan geloven. Eerst komen er prikkeldraad versperringen op het toenmalige 2e veld. Bijtijds worden de lichtmasten in veiligheid gebracht en er is een afscheid op 31 juli nog voordat vanaf 1 augustus 1944 alle opstal op het Haarlem terrein wordt gesloopt door de bezetters. In de laatste maanden van de oorlog biedt H.F.C. aan de Spanjaardslaan onderdak aan HFC Haarlem. Ook de eerste jaren na de oorlog is het terrein aan de Spanjaardslaan de thuisbasis voor HFC Haarlem. In het kampioensjaar van HFC Haarlem (1946 dus) wordt echter de thuiswedstrijd tegen Ajax afgewerkt in het Olympisch stadion. De overige thuiswedstrijden uit de kampioenspoule worden door de grote drukte op het Heemsteedse Sportpark gespeeld. Nadat op 28 december 1947 tijdens de wedstrijd HFC Haarlem - Ajax een tribunegedeelte instort wordt er besloten de resterende wedstrijden op het Heemsteedse sportpark af te werken.
In april 1947 legt voorzitter van Balen Blanken de eerste graszoden het terrein van HFC Haarlem.
Op 5 september 1948 neemt HFC Haarlem het stadion aan de Jan Gijzenkade weer in gebruik. Op 19 december dat jaar wordt officiële opening verricht. Het "nieuwe stadion" krijgt de alom bekende Berlijnse muren en de Oost-, West- en het onderste zitgedeelte van de huidige Noordtribune (2006) zijn een blijvend beeld. De "ondergedoken" lichtinstallatie wordt later weer opgebouwd.
In 1969 opent HFC Haarlem haar nieuwe overdekte tribune aan de zuidkant van het stadion.
Eind november 1976 is de overkapping en verhoging van het aantal plaatsen van de noordtribune gereed. De oude zitplaatsen zijn staanplaatsen geworden en het nieuwe gedeelte wordt voorzien van zitplaatsen.
Halverwege het seizoen 1980-1981 krijgt HFC Haarlem 4 nieuwe lichtmasten. Op dat moment zijn het de hoogste stadionlampen in Nederland
In februari 1986 wordt de huidige Kick Smit tribune in gebruik genomen (toen nog gewoon zuidtribune).
In de jaren 90 worden de staantribunes achter beide goals afgekeurd, datzelfde lot is later ook een deel van de noordtribune beschoren. Het plaatsen van stoeltjes doet die laatste afkeuring weer een aantal jaar later weer terugdraaien.

## HFC Haarlem en het Nederlands elftal
Op 10 april 1898 speelde Jan van den Berg als eerste Roodbroek mee in het Nederlands elftal, dat destijds nog niet in het oranje gekleed ging: spelers van diverse clubs lopen gewoon in hun eigen clubkleuren rond. De Nederlandse elf verloren met 7-0. Op 2 april 1899 kwamen er vier Roodbroeken uit voor het Nederlands elftal: Van Wijk, Kremers, Kruseman en de al eens eerder geselecteerde Jan van den Berg. Nog immer in clubtenues werd de wedstrijd tegen een Engels selectieteam met 6-1 verloren. Jan van den Berg was verantwoordelijk voor de enige Nederlandse treffer in het duel en is daarmee de eerste Roodbroek die een doelpunt maakt voor het Nederlands elftal.
Op 27 mei 1934, tijdens het WK voetbal in Italië, werd Kick Smit de eerste Nederlander die op een WK weet te scoren. In Milaan werd de wedstrijd tegen de Zwitsers echter met 3-2 verloren. Keeper Edward Metgod zal de geschiedenisboeken ingaan als de allerlaatste Roodbroek die ooit uitkwam voor het Nederlands elftal. De middelste van de drie broers stond in Rotterdam onder de lat tegen Frankrijk. Het vriendschappelijk onderonsje werd op 10 november 1982 een 1-2-overwinning voor de Fransen.

### Erelijst
- Landskampioenschap: 1946
- KNVB beker winnaar in 1902, 1912, finalist in 1911, 1914, 1950
- Zilveren Bal: 1912
- UEFA Cup: Deelname in 1982-1983 1e ronde KAA Gent, 2e ronde Spartak Moskou
- Kampioen 2e klasse NVB: 1897, 1927(geen promotie), 1929, 1932
- Afdelingskampioen KNVB 1e klasse: 1946, 1948, 1952
- Kampioen eerste divisie: 1972, 1976, 1981
- Kampioen tweede divisie: 1961, 1963 (geen promotie), 1967
- Promotie naar Eredivisie: 1969 (2e achter SVV)
- Hoogste eindstand Eredivisie: 1981-1982 (4e),1983-1984 (4e)
- Periodekampioen: 1975-1976 (1e periode),1980-1981(1e periode), 2005-2006 (5e periode)

### In Europa
- 1R = eerste ronde
- 2R = tweede ronde
- PUC = punten UEFA coëfficiënten

Uitslagen vanuit gezichtspunt Haarlem
| Seizoen | Competitie | Ronde | Land                 | Club           | Totaalscore | 1e W    | 2e W    | PUC |
| ------- | ---------- | ----- | -------------------- | -------------- | ----------- | ------- | ------- | --- |
| 1982/83 | UEFA Cup   | 1R    | Vlag van België      | AA Gent        | 5-4         | 2-1 (T) | 3-3 (U) | 3.0 |
|         |            | 2R    | Vlag van Sovjet-Unie | Spartak Moskou | 1-5         | 0-2 (U) | 1-3 (T) | 3.0 |

Totaal aantal punten behaald voor UEFA Coëfficiënten: 3.0

## Overzichtslijsten

### Competitieresultaten 1955–2009
| 10 C |

| 5 B |

| 8 A |

| 5 B |

| 16 A |

| 4 A |

| 1 |

| 16 A |

| 1 B |

| 8 A |

| 10 A |

| 7 B |

| 1 |

| 6 |

| 2 |

| 13 |

| 18 |

| 1 |

| 11 |

| 12 |

| 17 |

| 1 |

| 12 |

| 13 |

| 16 |

| 18 |

| 1 |

| 4 |

| 7 |

| 4 |

| 9 |

| 11 |

| 12 |

| 9 |

| 10 |

| 18 |

| 14 |

| 10 |

| 11 |

| 15 |

| 16 |

| 10 |

| 18 |

| 15 |

| 15 |

| 16 |

| 17 |

| 12 |

| 14 |

| 13 |

| 13 |

| 8 |

| 14 |

| 20 |

| 12 |

| Eredivisie | Eerste divisie | Eerste Klasse (profniveau) | Tweede divisie |

In elke staaf van de grafiek staat van boven naar beneden vermeld: 
- Eindnotering

Dit is de positie die de club heeft bereikt in de competitie, zonder eventuele beslissings-, play-off- of nacompetitiewedstrijden die nodig zijn geweest om bijvoorbeeld de kampioen van de competitie te bepalen.
Indien een * achter het getal staat is de notering een tussenstand en kan het zijn dat de notering niet overeenkomt met de uiteindelijke eindstand van de competitie.
Staat er een - dan is het seizoen nog bezig en is er geen definitieve uitslag bekend.
Staat er xx op de positie van de notering, dan heeft de club vroegtijdig de competitie verlaten. Dit kan onder andere komen door terugtrekking van het team, faillissement van de club of door een uitgedeelde straf van de KNVB. In veel gevallen staat elders in het artikel de reden vermeld.
Staat er een ? dan is het resultaat uit het verleden onbekend, en is alleen de competitie of het niveau bekend van dat seizoen.
In de seizoenen 2019/20 en 2020/21 werd wegens de coronacrisis het amateurvoetbal afgebroken. Daardoor kennen deze staven geen eindklassering (middels -- weergegeven).
- Competitieniveau en afdelingsletter of Officiële eindstand Eredivisie
  - Competitieniveau en afdelingsletter

Hierbij geeft het getal het niveau weer, dat ook terug te vinden is in de legenda. De letter is de afdelingsaanduiding en wordt gebruikt wanneer er meer afdelingen zijn op hetzelfde niveau. De afdelingsletter is altijd een hoofdletter en wordt meestal zonder nummer gebruikt.
Voorbeeld: 2F is niveau 2e klasse competitie F.
Het competitieniveau en nummer wordt niet vermeld wanneer er slechts één competitie van dit niveau was.
  - Officiële eindstand Eredivisie (getal staat tussen haakjes vermeld)

Sinds de introductie van play-offwedstrijden voor Europees voetbal na afloop van de reguliere competitie in 2005/06, is de KNVB verplicht een eindstand van de Eredivisie door te geven aan de UEFA aan de hand van deze play-offwedstrijden.
Bij deze eindstand staan clubs die zich hebben gekwalificeerd voor Europees voetbal hoger dan clubs die zich niet wisten te kwalificeren. Indien er geen verschil was tussen de eindnotering en de officiële eindstand, staat dit getal niet vermeld.

- Onderafdeling

Hier staat afgekort de naam van de onderafdeling indien de club in dat jaar in een onderafdeling uitkwam. Tevens staat deze afkorting in de legenda en wordt gelinkt naar het artikel over deze onderafdeling. Deze afkorting wordt alleen vermeld wanneer de club in het verleden in verschillende onderafdelingen heeft gespeeld. Deze vermelding is in de staaf altijd in kleine letters. Deze onderafdelingen zijn na het seizoen 1995/96 afgeschaft. Heeft de club in slechts één onderafdeling gespeeld, dan is dit alleen terug te vinden in de legenda.
Onder de staaf staat het jaartal vermeld waarin het seizoen is afgesloten. 15 verwijst naar het seizoen 2014/15 of eventueel het seizoen 1914/15.
Wanneer een staaf leeg is, zijn deze gegevens niet bekend. Het kan ook zijn dat de club dat seizoen niet heeft meegespeeld op het hogere amateurniveau, vroegtijdig de competitie heeft verlaten of uit de competitie is gezet.

In het seizoen 1944/45 was er wegens de Tweede Wereldoorlog geen regulier competitievoetbal.

### Seizoensoverzichten
| Resultaten van HFC Haarlem sinds de toetreding in het betaald voetbal in 1954 | Resultaten van HFC Haarlem sinds de toetreding in het betaald voetbal in 1954 | Resultaten van HFC Haarlem sinds de toetreding in het betaald voetbal in 1954 | Resultaten van HFC Haarlem sinds de toetreding in het betaald voetbal in 1954 | Resultaten van HFC Haarlem sinds de toetreding in het betaald voetbal in 1954 | Resultaten van HFC Haarlem sinds de toetreding in het betaald voetbal in 1954 | Resultaten van HFC Haarlem sinds de toetreding in het betaald voetbal in 1954 | Resultaten van HFC Haarlem sinds de toetreding in het betaald voetbal in 1954 | Resultaten van HFC Haarlem sinds de toetreding in het betaald voetbal in 1954 | Resultaten van HFC Haarlem sinds de toetreding in het betaald voetbal in 1954 | Resultaten van HFC Haarlem sinds de toetreding in het betaald voetbal in 1954 | Resultaten van HFC Haarlem sinds de toetreding in het betaald voetbal in 1954 | Resultaten van HFC Haarlem sinds de toetreding in het betaald voetbal in 1954 |
| Seizoen                                                                       | Competitie                                                                    | Competitie                                                                    | Competitie                                                                    | Competitie                                                                    | Competitie                                                                    | Competitie                                                                    | Competitie                                                                    | Competitie                                                                    | Competitie                                                                    | Kwalificatie                                                                  | KNVB beker                                                                    | Bijzonderheid |
| Seizoen                                                                       | Divisie                                                                       | GW                                                                            | W                                                                             | G                                                                             | V                                                                             | PNT                                                                           | DV                                                                            | DT                                                                            | POS                                                                           | Kwalificatie                                                                  | KNVB beker                                                                    | Bijzonderheid |
| ----------------------------------------------------------------------------- | ----------------------------------------------------------------------------- | ----------------------------------------------------------------------------- | ----------------------------------------------------------------------------- | ----------------------------------------------------------------------------- | ----------------------------------------------------------------------------- | ----------------------------------------------------------------------------- | ----------------------------------------------------------------------------- | ----------------------------------------------------------------------------- | ----------------------------------------------------------------------------- | ----------------------------------------------------------------------------- | ----------------------------------------------------------------------------- | --- |
| 1954/55                                                                       | Eerste klasse A                                                               | 9                                                                             | 3                                                                             | 2                                                                             | 4                                                                             | 8                                                                             | 12                                                                            | 14                                                                            | 8e                                                                            | –                                                                             | Geen bekertoernooi                                                            | HFC Haarlem treedt toe tot het betaald voetbal De competitie werd na de fusie van de KNVB en de NBVB niet afgemaakt. Alle teams werden opnieuw ingedeeld. Wedstrijden voor plaats 9 tegen NOAD (3–4) |
| 1954/55                                                                       | Eerste klasse C                                                               | 26                                                                            | 9                                                                             | 8                                                                             | 9                                                                             | 26                                                                            | 47                                                                            | 42                                                                            | 10e                                                                           | Eerste klasse                                                                 | Geen bekertoernooi                                                            | HFC Haarlem treedt toe tot het betaald voetbal De competitie werd na de fusie van de KNVB en de NBVB niet afgemaakt. Alle teams werden opnieuw ingedeeld. Wedstrijden voor plaats 9 tegen NOAD (3–4) |
| 1955/56                                                                       | Eerste klasse B                                                               | 26                                                                            | 11                                                                            | 9                                                                             | 6                                                                             | 31                                                                            | 45                                                                            | 35                                                                            | 5e                                                                            | Eerste divisie                                                                | Geen bekertoernooi                                                            | |
| 1956/57                                                                       | Eerste divisie A                                                              | 30                                                                            | 9                                                                             | 12                                                                            | 9                                                                             | 30                                                                            | 54                                                                            | 47                                                                            | 8e                                                                            | –                                                                             | 2e ronde                                                                      | – |
| 1957/58                                                                       | Eerste divisie B                                                              | 30                                                                            | 14                                                                            | 3                                                                             | 13                                                                            | 31                                                                            | 47                                                                            | 48                                                                            | 5e                                                                            | –                                                                             | 2e ronde                                                                      | – |
| 1958/59                                                                       | Eerste divisie A                                                              | 30                                                                            | 7                                                                             | 5                                                                             | 18                                                                            | 19                                                                            | 44                                                                            | 70                                                                            | 16e                                                                           | Rechtstreekse degradatie                                                      | 3e ronde                                                                      | – |
| 1959/60                                                                       | Tweede divisie A                                                              | 22                                                                            | 10                                                                            | 6                                                                             | 6                                                                             | 26                                                                            | 45                                                                            | 33                                                                            | 4e                                                                            | –                                                                             | Geen bekertoernooi                                                            | – |
| 1960/61                                                                       | Tweede divisie                                                                | 34                                                                            | 21                                                                            | 8                                                                             | 5                                                                             | 50                                                                            | 85                                                                            | 39                                                                            | 1e                                                                            | Rechtstreekse promotie                                                        | 2e ronde                                                                      | – |
| 1961/62                                                                       | Eerste divisie A                                                              | 34                                                                            | 5                                                                             | 5                                                                             | 24                                                                            | 15                                                                            | 28                                                                            | 81                                                                            | 16e                                                                           | Rechtstreekse degradatie                                                      | 3e ronde                                                                      | – |
| 1962/63                                                                       | Tweede divisie B                                                              | 32                                                                            | 18                                                                            | 8                                                                             | 6                                                                             | 44                                                                            | 71                                                                            | 46                                                                            | 1e                                                                            | Nacompetitie                                                                  | 1e ronde                                                                      | Promotiewedstrijden tegen VSV (2–2 & 2–3) |
| 1963/64                                                                       | Tweede divisie A                                                              | 30                                                                            | 10                                                                            | 8                                                                             | 12                                                                            | 28                                                                            | 54                                                                            | 51                                                                            | 8e                                                                            | –                                                                             | 1e ronde                                                                      | – |
| 1964/65                                                                       | Tweede divisie A                                                              | 30                                                                            | 10                                                                            | 7                                                                             | 13                                                                            | 27                                                                            | 43                                                                            | 44                                                                            | 10e                                                                           | –                                                                             | 1e ronde                                                                      | – |
| 1965/66                                                                       | Tweede divisie B                                                              | 28                                                                            | 10                                                                            | 7                                                                             | 11                                                                            | 27                                                                            | 50                                                                            | 50                                                                            | 7e                                                                            | –                                                                             | Groepsfase                                                                    | – |
| 1966/67                                                                       | Tweede divisie                                                                | 44                                                                            | 27                                                                            | 9                                                                             | 8                                                                             | 63                                                                            | 94                                                                            | 36                                                                            | 1e                                                                            | Rechtstreekse promotie                                                        | Geen deelname                                                                 | – |
| 1967/68                                                                       | Eerste divisie                                                                | 36                                                                            | 13                                                                            | 14                                                                            | 9                                                                             | 40                                                                            | 49                                                                            | 41                                                                            | 6e                                                                            | –                                                                             | Groepsfase                                                                    | – |
| 1968/69                                                                       | Eerste divisie                                                                | 34                                                                            | 19                                                                            | 8                                                                             | 7                                                                             | 46                                                                            | 51                                                                            | 30                                                                            | 2e                                                                            | Rechtstreekse promotie                                                        | 1e ronde                                                                      | – |
| 1969/70                                                                       | Eredivisie                                                                    | 34                                                                            | 6                                                                             | 15                                                                            | 13                                                                            | 27                                                                            | 23                                                                            | 36                                                                            | 13e                                                                           | –                                                                             | 3e ronde                                                                      | – |
| 1970/71                                                                       | Eredivisie                                                                    | 34                                                                            | 1                                                                             | 12                                                                            | 21                                                                            | 22                                                                            | 14                                                                            | 64                                                                            | 18e                                                                           | Rechtstreekse degradatie                                                      | 3e ronde                                                                      | – |
| 1971/72                                                                       | Eerste divisie                                                                | 40                                                                            | 26                                                                            | 10                                                                            | 4                                                                             | 62                                                                            | 74                                                                            | 23                                                                            | 1e                                                                            | Rechtstreekse promotie                                                        | 2e ronde                                                                      | – |
| 1972/73                                                                       | Eredivisie                                                                    | 34                                                                            | 10                                                                            | 9                                                                             | 15                                                                            | 29                                                                            | 43                                                                            | 55                                                                            | 11e                                                                           | –                                                                             | 2e ronde                                                                      | – |
| 1973/74                                                                       | Eredivisie                                                                    | 34                                                                            | 10                                                                            | 6                                                                             | 18                                                                            | 26                                                                            | 33                                                                            | 46                                                                            | 12e                                                                           | –                                                                             | 2e ronde                                                                      | – |
| 1974/75                                                                       | Eredivisie                                                                    | 34                                                                            | 7                                                                             | 10                                                                            | 17                                                                            | 24                                                                            | 36                                                                            | 69                                                                            | 17e                                                                           | Rechtstreekse degradatie                                                      | 3e ronde                                                                      | – |
| 1975/76                                                                       | Eerste divisie                                                                | 36                                                                            | 23                                                                            | 9                                                                             | 4                                                                             | 55                                                                            | 78                                                                            | 36                                                                            | 1e                                                                            | Rechtstreekse promotie                                                        | 3e ronde                                                                      | – |
| 1976/77                                                                       | Eredivisie                                                                    | 34                                                                            | 11                                                                            | 7                                                                             | 16                                                                            | 29                                                                            | 35                                                                            | 47                                                                            | 12e                                                                           | –                                                                             | 2e ronde                                                                      | – |
| 1977/78                                                                       | Eredivisie                                                                    | 34                                                                            | 8                                                                             | 12                                                                            | 14                                                                            | 28                                                                            | 37                                                                            | 55                                                                            | 13e                                                                           | –                                                                             | 3e ronde                                                                      | – |
| 1978/79                                                                       | Eredivisie                                                                    | 34                                                                            | 6                                                                             | 13                                                                            | 15                                                                            | 25                                                                            | 31                                                                            | 64                                                                            | 16e                                                                           | –                                                                             | 2e ronde                                                                      | – |
| 1979/80                                                                       | Eredivisie                                                                    | 34                                                                            | 7                                                                             | 10                                                                            | 17                                                                            | 27                                                                            | 38                                                                            | 67                                                                            | 18e                                                                           | Rechtstreekse degradatie                                                      | 2e ronde                                                                      | – |
| 1980/81                                                                       | Eerste divisie                                                                | 36                                                                            | 24                                                                            | 6                                                                             | 6                                                                             | 54                                                                            | 78                                                                            | 25                                                                            | 1e                                                                            | Rechtstreekse promotie                                                        | Kwartfinale                                                                   | Naamsverandering naar FC Haarlem |
| 1981/82                                                                       | Eredivisie                                                                    | 34                                                                            | 17                                                                            | 8                                                                             | 9                                                                             | 42                                                                            | 57                                                                            | 41                                                                            | 4e                                                                            | UEFA Cup                                                                      | Halve finale                                                                  | – |
| 1982/83                                                                       | Eredivisie                                                                    | 34                                                                            | 13                                                                            | 9                                                                             | 12                                                                            | 35                                                                            | 49                                                                            | 53                                                                            | 7e                                                                            | –                                                                             | Halve finale                                                                  | – |
| 1983/84                                                                       | Eredivisie                                                                    | 34                                                                            | 14                                                                            | 13                                                                            | 7                                                                             | 41                                                                            | 59                                                                            | 50                                                                            | 4e                                                                            | –                                                                             | Halve finale                                                                  | – |
| 1984/85                                                                       | Eredivisie                                                                    | 34                                                                            | 12                                                                            | 9                                                                             | 13                                                                            | 33                                                                            | 51                                                                            | 57                                                                            | 9e                                                                            | –                                                                             | 3e ronde                                                                      | – |
| 1985/86                                                                       | Eredivisie                                                                    | 34                                                                            | 10                                                                            | 12                                                                            | 12                                                                            | 32                                                                            | 48                                                                            | 47                                                                            | 11e                                                                           | –                                                                             | Kwartfinale                                                                   | – |
| 1986/87                                                                       | Eredivisie                                                                    | 34                                                                            | 11                                                                            | 9                                                                             | 14                                                                            | 31                                                                            | 32                                                                            | 57                                                                            | 12e                                                                           | –                                                                             | 2e ronde                                                                      | – |
| 1987/88                                                                       | Eredivisie                                                                    | 34                                                                            | 14                                                                            | 6                                                                             | 14                                                                            | 34                                                                            | 42                                                                            | 46                                                                            | 9e                                                                            | –                                                                             | 2e ronde                                                                      | – |
| 1988/89                                                                       | Eredivisie                                                                    | 34                                                                            | 11                                                                            | 11                                                                            | 12                                                                            | 33                                                                            | 37                                                                            | 50                                                                            | 10e                                                                           | –                                                                             | 2e ronde                                                                      | – |
| 1989/90                                                                       | Eredivisie                                                                    | 34                                                                            | 4                                                                             | 7                                                                             | 23                                                                            | 15                                                                            | 22                                                                            | 74                                                                            | 18e                                                                           | Rechtstreekse degradatie                                                      | 1e ronde                                                                      | – |
| 1990/91                                                                       | Eerste divisie                                                                | 38                                                                            | 11                                                                            | 10                                                                            | 17                                                                            | 32                                                                            | 52                                                                            | 78                                                                            | 14e                                                                           | –                                                                             | 2e ronde                                                                      | – |
| 1991/92                                                                       | Eerste divisie                                                                | 38                                                                            | 16                                                                            | 9                                                                             | 13                                                                            | 41                                                                            | 56                                                                            | 60                                                                            | 10e                                                                           | –                                                                             | Kwartfinale                                                                   | – |
| 1992/93                                                                       | Eerste divisie                                                                | 34                                                                            | 12                                                                            | 8                                                                             | 14                                                                            | 32                                                                            | 49                                                                            | 61                                                                            | 11e                                                                           | –                                                                             | 2e ronde                                                                      | Naamsverandering naar HFC Haarlem |
| 1993/94                                                                       | Eerste divisie                                                                | 34                                                                            | 9                                                                             | 7                                                                             | 18                                                                            | 25                                                                            | 42                                                                            | 62                                                                            | 15e                                                                           | –                                                                             | 2e ronde                                                                      | – |
| 1994/95                                                                       | Eerste divisie                                                                | 34                                                                            | 8                                                                             | 8                                                                             | 18                                                                            | 24                                                                            | 50                                                                            | 69                                                                            | 16e                                                                           | –                                                                             | Groepsfase                                                                    | – |
| 1995/96                                                                       | Eerste divisie                                                                | 34                                                                            | 14                                                                            | 3                                                                             | 17                                                                            | 45                                                                            | 47                                                                            | 53                                                                            | 10e                                                                           | –                                                                             | 2e ronde                                                                      | – |
| 1996/97                                                                       | Eerste divisie                                                                | 34                                                                            | 5                                                                             | 7                                                                             | 22                                                                            | 22                                                                            | 34                                                                            | 67                                                                            | 18e                                                                           | –                                                                             | Groepsfase                                                                    | – |
| 1997/98                                                                       | Eerste divisie                                                                | 34                                                                            | 8                                                                             | 7                                                                             | 19                                                                            | 31                                                                            | 43                                                                            | 85                                                                            | 15e                                                                           | –                                                                             | Groepsfase                                                                    | – |
| 1998/99                                                                       | Eerste divisie                                                                | 34                                                                            | 9                                                                             | 11                                                                            | 14                                                                            | 38                                                                            | 45                                                                            | 67                                                                            | 15e                                                                           | –                                                                             | Groepsfase                                                                    | – |
| 1999/00                                                                       | Eerste divisie                                                                | 34                                                                            | 9                                                                             | 5                                                                             | 20                                                                            | 32                                                                            | 54                                                                            | 72                                                                            | 16e                                                                           | –                                                                             | 3e ronde                                                                      | – |
| 2000/01                                                                       | Eerste divisie                                                                | 34                                                                            | 8                                                                             | 10                                                                            | 16                                                                            | 34                                                                            | 46                                                                            | 64                                                                            | 17e                                                                           | –                                                                             | Groepsfase                                                                    | – |
| 2001/02                                                                       | Eerste divisie                                                                | 34                                                                            | 10                                                                            | 8                                                                             | 16                                                                            | 38                                                                            | 37                                                                            | 64                                                                            | 12e                                                                           | –                                                                             | 2e ronde                                                                      | – |
| 2002/03                                                                       | Eerste divisie                                                                | 34                                                                            | 9                                                                             | 8                                                                             | 17                                                                            | 35                                                                            | 31                                                                            | 63                                                                            | 14e                                                                           | –                                                                             | Achtste finale                                                                | – |
| 2003/04                                                                       | Eerste divisie                                                                | 36                                                                            | 10                                                                            | 9                                                                             | 17                                                                            | 39                                                                            | 41                                                                            | 63                                                                            | 13e                                                                           | –                                                                             | 2e ronde                                                                      | – |
| 2004/05                                                                       | Eerste divisie                                                                | 36                                                                            | 11                                                                            | 9                                                                             | 16                                                                            | 42                                                                            | 47                                                                            | 56                                                                            | 13e                                                                           | –                                                                             | 2e ronde                                                                      | – |
| 2005/06                                                                       | Eerste divisie                                                                | 38                                                                            | 17                                                                            | 8                                                                             | 13                                                                            | 59                                                                            | 57                                                                            | 51                                                                            | 8e                                                                            | Nacompetitie                                                                  | 2e ronde                                                                      | Promotiewedstrijden tegen FC Zwolle (1–1 & 1–3) |
| 2006/07                                                                       | Eerste divisie                                                                | 38                                                                            | 10                                                                            | 13                                                                            | 15                                                                            | 43                                                                            | 43                                                                            | 57                                                                            | 14e                                                                           | –                                                                             | Achtste finale                                                                | – |
| 2007/08                                                                       | Eerste divisie                                                                | 38                                                                            | 5                                                                             | 14                                                                            | 19                                                                            | 29                                                                            | 39                                                                            | 60                                                                            | 20e                                                                           | –                                                                             | Kwartfinale                                                                   | – |
| 2008/09                                                                       | Eerste divisie                                                                | 38                                                                            | 15                                                                            | 5                                                                             | 18                                                                            | 50                                                                            | 43                                                                            | 55                                                                            | 12e                                                                           | –                                                                             | 2e ronde                                                                      | – |
| 2009/10                                                                       | Eerste divisie                                                                | 23                                                                            | 3                                                                             | 4                                                                             | 16                                                                            | 12*                                                                           | 26                                                                            | 61                                                                            | –                                                                             | –                                                                             | 3e ronde                                                                      | *HFC Haarlem heeft 1 punt in mindering gekregen HFC Haarlem werd op 23 februari 2010 failliet verklaard. Alle uitslagen zijn geschrapt.                                                              |

### Bekende en prominente oud-spelers en oud-trainers
- Akwasi Asante
- Wim Balm
- Abe van den Ban
- Piet van den Berg
- Joop Böckling
- Dries Boszhard
- Dries Boussatta
- Johan Derksen
- Jaap Eden
- Barry van Galen
- Serginho Greene
- Piet Groeneveld
- Ruud Gullit
- Jur Haak
- Hans van de Haar
- Martin Haar
- Ruud Hesp
- Piet Huyg
- Donny Huijsen
- André Kamperveen
- Piet Keur
- Gerrie Kleton
- Hans Kraay jr.
- Frank Kramer
- Ortwin Linger
- Stanley Menzo
- Edward Metgod
- John Metgod
- Luc Nijholt
- Arthur Numan
- Piet Paternotte
- Marcel Peeper
- Johnny Rep
- Wim Roosen
- Romano Sion
- Kick Smit
- Orlando Trustfull
- Mark Verzijlberg
- Beer Wentink

### Topscorers
- 1954/55:  Piet Groeneveld (4)
- 0000000  Piet Groeneveld (11)
- 1955/56:  Bert Jacobs (14)
- 1956/57:  Piet Groeneveld (16)
- 1957/58:  Siem de Graaf (16)
- 1958/59:  Piet Groeneveld (16)
- 1959/60:  Jaap Dorenbos (15)
- 1960/61:  Jaap Dorenbos (31)
- 1961/62:  Ruud Frie (10)
- 1962/63:  Fred Jaski (25)
- 1963/64:  Nico Jonker (11)
- 1964/65:  Arie de Oude (25)
- 1965/66:  Wietze Couperus (19)
- 1966/67:  Wietze Couperus (33)
- 1967/68:  Cees de Wolf (15)
- 1968/69:  Wietze Couperus (22)
- 1969/70:  Wietze Couperus (9)
- 1970/71:  Gerrie de Goede (5)
- 1971/72:  Gerrie de Goede (17)
000000 :  Kees Bregman (17)
- 1972/73:  Piet van den Berg (14)
- 1973/74:  Piet van den Berg (9)
- 1974/75:  Jerzy Sadek (9)
- 1975/76:  Piet van den Berg (25)
- 1976/77:  Piet van den Berg (13)
- 1977/78:  Piet van den Berg (10)
- 1978/79:  Joop Böckling (5)
000000 :  Piet Huijg (5)
000000 :  Rob de Kip (5)
- 1979/80:  Gerrie Kleton (9)
- 1980/81:  Ruud Gullit (14)
- 1981/82:  Joop Böckling (15)
- 1982/83:  Joop Böckling (15)
000000 :  Wim Balm (15)
- 1983/84:  Joop Böckling (13)
- 1984/85:  Piet Keur (13)
- 1985/86:  Piet Keur (14)
- 1986/87:  Piet Keur (18)
- 1987/88:  Rini van Roon (14)
- 1988/89:  Wout Holverda (8)
000000 :  Rini van Roon (8)
- 1989/90:  Marcel Looijer (5)
- 1990/91:  Rini van Roon (20)
- 1991/92:  Piet Keur (15)
- 1992/93:  Barry van Galen (13)
000000 :  Piet Keur (13)
- 1993/94:  Frank Weijers (14)
- 1994/95:  Donny Huijsen (22)
- 1995/96:  Carlos Hasselbaink (11)
- 1996/97:  Maurice Gijzen (6)
000000 :  Carlos Hasselbaink (6)
000000 :  Piet Keur (6)
- 1997/98:  René van den Brink (11)
- 1998/99:  Kenneth Goudmijn (10)
- 1999/00:  Junas Naciri (11)
- 2000/01:  Dion Esajas (9)
- 2001/02:  Darl Douglas (7)
000000 :  Paul Mulders (7)
- 2002/03:  Jeroen Ketting (13)
- 2003/04:  Jeroen Ketting (11)
- 2004/05:  Laurens ten Heuvel (9)
- 2005/06:  Achmed Ahahaoui (12)
000000 :  Laurens ten Heuvel (12)
- 2006/07:  Achmed Ahahaoui (15)
- 2007/08:  Roel de Graaff (11)
- 2008/09:  Marvin Wijks (9)
000000 :  Benjamin van den Broek (9)
- 2009/10:  Roel de Graaff (6)

### Trainers
- 1951–1956:  Kick Smit
- 1956–1957:  Wim Roosen
- 1957–1959:  Ben Peeters
- 1959–1960:  János Kovács
- 1960–1962:  Karel Kaufman
- 1962–1965:  Ruud van Wilsum
- 1965–1966:  Kick Smit
- 1966–1967:  Piet Peeman
- 1967–1970:  Barry Hughes
- 1970–1971:  Bill Thompson
- 1971–1973:  Joop Brand
- 1973–1980:  Barry Hughes
- 1980–1987:  Hans van Doorneveld
- 1987–1989:  Dick Advocaat
- 1989–1990:  Hans Eijkenbroek
- 1990–1991:  Ted Immers
- 1991–1994:  Hans van Doorneveld
- 1994–1995:  Henny Lee (a.i.)
- 1995–1997:  Ben Hendriks
- 0000–1997:  Henny Lee (a.i.)
- 1997–2000:  Karel Bonsink
- 0000–2000:  Ted Verdonkschot (a.i.)
- 2000–2002:  Heini Otto
- 2002–2003:  Leo van Veen
- 2003–2005:  Roy Wesseling
- 2005–2007:  Gert Aandewiel
- 2007–2009:  Jan Zoutman
- 0000–2010:  Hennie Spijkerman

## Erevoorzitters
- Jan van den Berg
- J.P. van Balen Blanken
- Henk Hut